# Königsberg (Brocken)
 El Königsberg es un pico vecino del Brocken y de 1,033.5 m sobre el nivel del mar, la tercera elevación más alta en las montañas de Harz. Se encuentra en una cresta larga que se extiende de sureste a noroeste alrededor de 1.5 km al sur de la cumbre de Brocken. Cerca de su cumbre en el lado noroeste se encuentra la formación rocosa de Hirschhörner (máx. 1,023.2 m ).   Hacia el este, la tierra desciende hasta el Schwarze Schluftwasser, un pequeño afluente del Kalte Bode que corre al sur de la montaña. Al este, en el extremo opuesto del Schwarzer Schluftwasser, se encuentra el Heinrichshöhe ( 1,039.5 m ), otro subpico del Brocken. 

## Geografía y antiguo acceso.
La montaña se encuentra en el corazón del parque nacional de Harz y está fuera de los límites de los senderistas. Antiguamente había dos caminos hacia la cima: 
- El Antiguo Camino de Königsberg ( alte Königsbergweg ) comenzaba cerca de Eckerloch y discurría cuesta arriba, junto a la antigua Cantera de Königsberg, y hasta los riscos de Kanzelklippen. Desde allí pasaba por el Rabenklippe, el antiguo salto de esquí Eckerloch, hacia el Kesselklippe y luego por el Goethe Moor hasta la estación de Goetheweg. Corría a lo largo de toda la cresta hasta el Hirschhornklippen.
- El Antiguo Goethe Way ( alte Goetheweg ) comenzaba en la estación de Goetheweg y cruzaba el Königsberg entre Hirschhornklippen y Gipfelklippe. Luego discurría cuesta abajo a lo largo del Goethe Moor hasta la línea de ferrocarril en Neuen Goetheweg.

## Riscos
Hay varios riscos de granito prominentes en la cresta. De este a oeste son: 
- Stangenklippe,
- Schluftkopf,
- Kanzelklippen,
- varios pequeños riscos sin nombre,
- Rabenklippe,
- Kesselklippe,
- Cumbre del Königsberg y la
- Hirschhornklippen ( Hirschhörner ).

El Stangenklippe y el Schluftkopf en forma de pilar solían ser destinos populares y se encuentran entre la carretera Brocken y el ferrocarril Brocken ( Brockenbahn ). El Kanzelklippen consiste en un grupo de varios riscos de granito, algunos de los cuales tienen más de 20 m de altura. En el Rabenklippe hay una chimenea de unos 70 cm de diámetro, que ha sido tallada en granito. Su edad es desconocida. El Gipfelklippe tiene solo unos 1,5 m de altura. 

## Galería

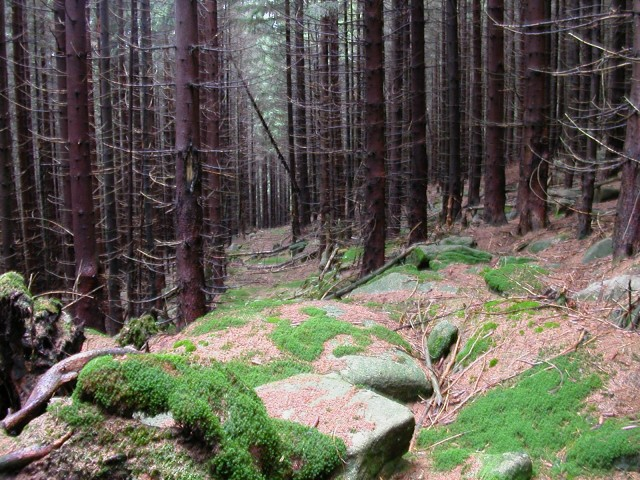
Antiguo camino a la peña de Stangenklippe
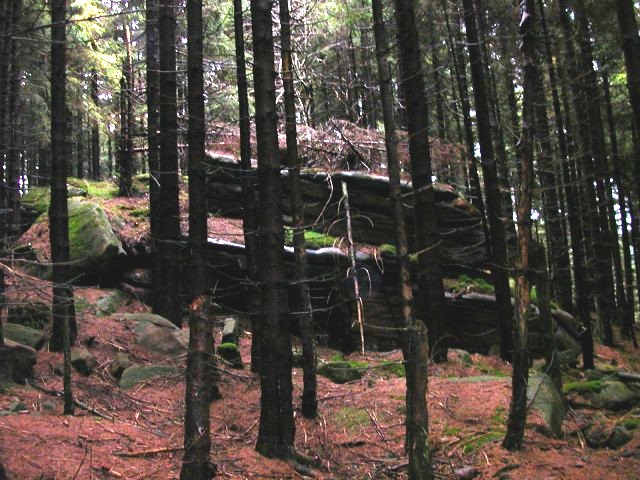
El stangenklippe
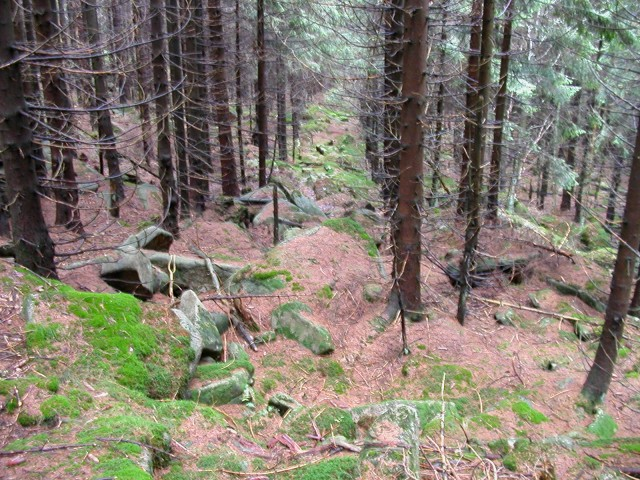
Antiguo camino por el Schluftkopf
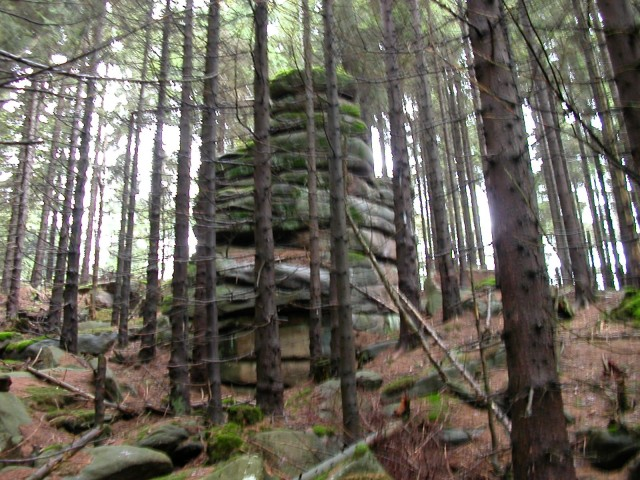
El Schluftkopf
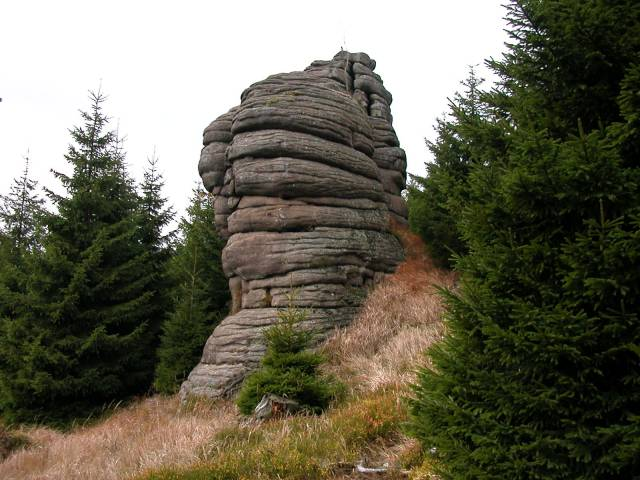
El Kanzelklippen
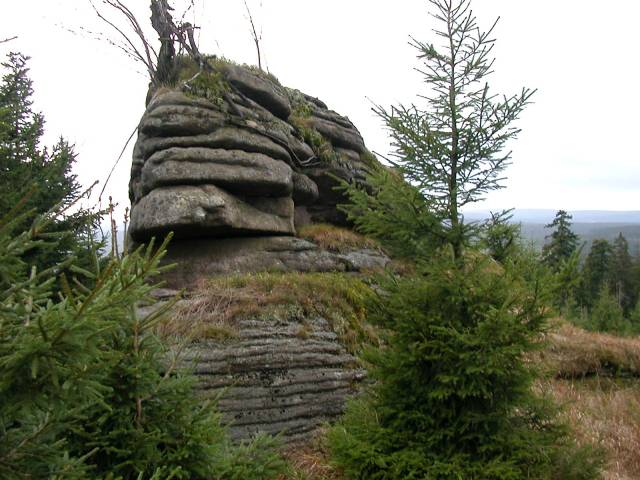
Peñasco pequeño sin nombre
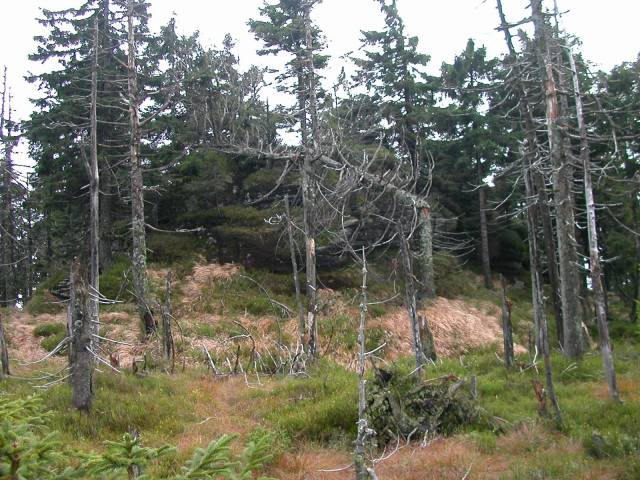
El Rabenklippe desde el oeste.
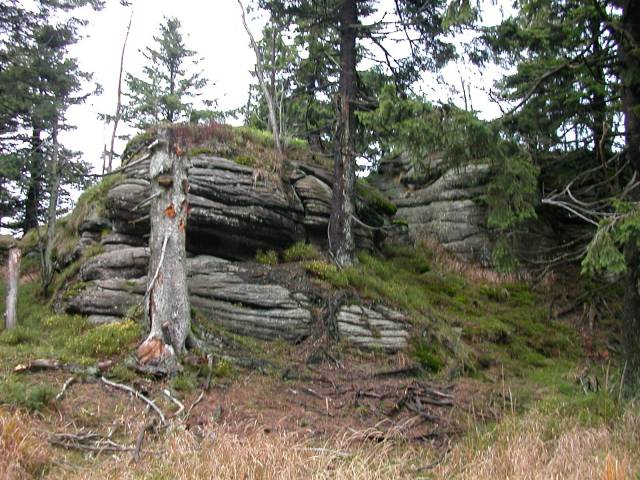
El Rabenklippe desde el norte.
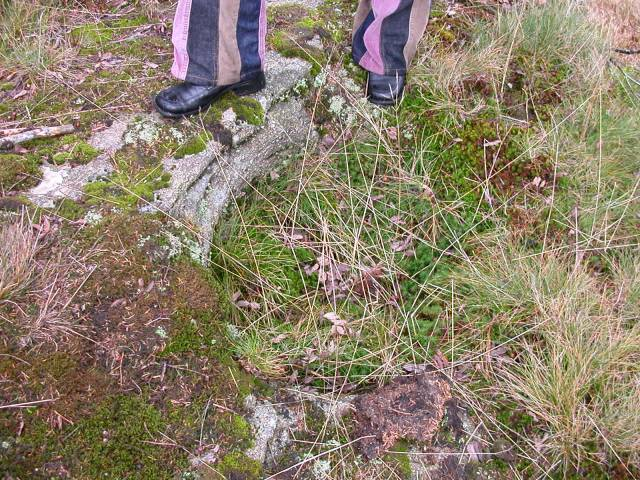
Chimenea en el Rabenklippe
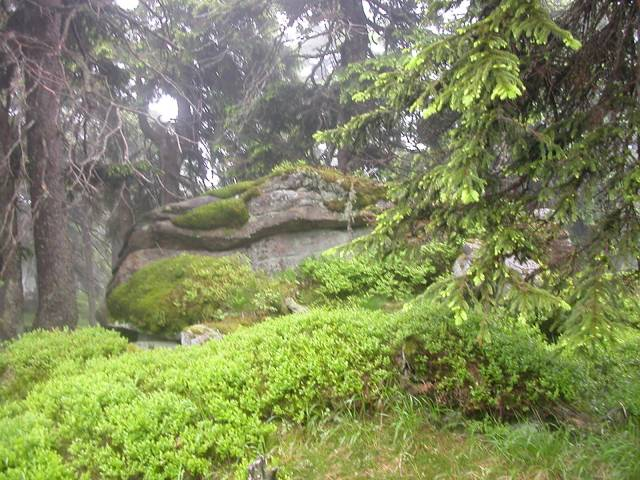
Königsberg, Gipfelklippe